# Georg Dascher
Georg Dascher, nemški rokometaš in častnik, * 27. junij 1911, † 25. november 1944.
Leta 1936 je na poletnih olimpijskih igrah v Berlinu v sestavi nemške rokometne reprezentance osvojil zlato olimpijsko medaljo.